# Мармарис (национальный парк)
Ма́рмарис — национальный парк в Турции (турецкий: Marmaris Milli Parkı), основан 30 января 1996 года решением Кабинета министров Турции, является национальным парком на юго-западном побережье Турции. Национальный парк расположен в районе Мармарис провинции Мугла. Он занимает площадь 33 350 га (82 400 акров). Является частью «Средиземноморских лесов» Всемирного фонда дикой природы (WWF), это один из 200 экологических регионов с глобальным приоритетом с точки зрения охраны природы.
Флора национального парка представлена в основном сосной калабрийской (Pinus brutia). Вместе с дубом, платаном, кипарисом она образует в долине красивый пейзаж. Также в парке произрастают дикая олива, земляничное дерево, сумах, олеандр и лавр, имеющие широкое распространение на территории парка. Из 541 вида произрастающих в парке растений, 5 являются эндемиками региона — это Onopordum caricum, Globularia dumulosa, Cyclamen trochopteranthum, Campanula fruticulosa, Liquidambar orientalis.
Национальный парк Мармарис имеет богатую фауну. Здесь обитает 112 видов птиц, 213 видов насекомых, 35 видов рыб, 21 вид млекопитающих, 29 видов пресмыкающихся и 7 видов земноводных. Кроме диких козлов, которые обитают в районе между Мармарисом и Кёйджегизом, здесь встречаются сирийские бурые медведи, обыкновенные лисицы, кабаны, кавказские белки, ласки, белогрудые ежи, обыкновенные рыси, каменные куницы, обыкновенные шакалы и другие.
Вокруг национального парка Мармарис имеются красивые тихие и нетронутые пляжи. Недалеко от парка находится Райский остров Cennet Adası, древние карийские города Фискос и Амос.
В 2021 году число посетителей составило около 8,5 миллионов.

## Геология [ править ]
Геологическое строение территории состоит из перидотитов и известняков, аллювия и склоновых обломков. Окисление магматических пород мелового возраста (перидотитов), обнаженных на северо-западе района, привело к появлению красного цвета. Известняки обнажаются на обширной территории на востоке месторождения. Западная часть обнажений известняков слоистая, а восточная — массивная.